# Бетансос, Хуан де
Хуа́н Ди́ес де Бета́нсос и Ара́ус (исп. Juan Díez de Betanzos y Araus, 1516 или 1519, Вальядолид — 1 марта 1576, Куско) — испанский историк, конкистадор, переводчик, писец. Записал первую известную хронику Перу, которая была полностью составлена на основании сведений, полученных от самих индейцев, поскольку отлично знал язык кечуа. Был женат на жене Инки Атауальпа.

## Биография
Род Диес де Бетансос происходит из селения такого же названия в округе Ла-Корунья. Кабальерос Бетансос произошли из рода Андраде. Диас или Диес происходит от Диего. Вторая часть фамилии Бетансоса, ранее не упоминавшаяся, — Араус. Патроним Араус или Араос происходит из селения Оньяте, юрисдикция Вергара, провинция Гипускоа. Соответственно, генеалогия его относится к двум важным фамилиям севера Испании.
- Дата рождения не известна. Приводится дата 1519 года, но без всяких оснований. Также в 1576 году некоторые свидетели тяжбы его дочери Марии к своему брату Руй Диесу де Бетансосу упоминают, что их отцу было бы в тот год около 60 лет. То есть год рождения приблизительно 1516.
- Родился в Вальядолиде (согласно двум существующим письмам в Коллекции Неопубликованных Документов Главного Архива Индии, Севилья; в одном из них приводится его имя, и в другом дается ссылка).
- Либо Родился в Галисии (если исходить из его фамилии, согласно галисийскому историку Мануэлю Мартинесу). Или же в стране Басков, если исходить из его имени.
- 1523 — дата прибытия в Америку, согласно Лиценциату Кастаньеда. В Книгах Пассажиров, отплывающих в Индии, его имя не упоминается.
- Согласно историку Хименесу де ла Эспада и Грамоте Гаска, Педро де ла, он участвует в завоевании Перу и прибыл в провинцию Наска вместе с Франсиско Писарро.
- 1536 — находился в городе Лима, когда в августе войска Манко Инки окружили город. Упоминается, что он был идальго и королевский вассал, и за свой счет снабжал Корону оружием и лошадьми, защищая город.
- 1539 — сам Бетансос отправляет письмо Королевскому Совету Индий в Вальядолиде, из Санто-Доминго, остров Эспаньола. Также он является жителем этого города.
- 1540 — он принимает решение вернуться в Перу.
- 1542 — появляется в качестве жителя города Куско, работая переводчиком и писцом у губернатора Вака де Кастро при составлении «Слова о Происхождении и Правлении Инков» (Сообщение кипукамайоков).
- 1543 — в качестве солдата принимает участие в мятеже Гонсало Писарро и является другом Франсиско де Карвахалья, жестокого Маэстро де Кампо войска восставших. Но позже перешёл на сторону представителя короля Испании, являясь первым человеком, покинувшим ряды мятежников. Возможно, это произошло в августе 1547 года, когда его вместе с другим переводчиком Доном Мартином перехватили противники на пути из Трухильо в город Санта. На стороне Педро де ла Гаска он занимается переводом сообщений индейцев о передвижениях войск Гонсало Писарро, пока этого последнего не разбили в сражении при Хакихавана 9 апреля 1548 года, в котором принимал участие и Бетансос, «в авангарде войск Его Величества».
- 1543—1544 — Известно, что он вступил в брак с принцессой Кусиримай Окльо, после крещения называемой — госпожа Анхелина Юпанки, кузина Инки Атауальпа и дочь Ямке Юпанки (из рода Пачакутека); в то же время она была Пививарми (Pivihuarmi), то есть главной женой правителя Атавальпы. После его смерти Маркиз Дон Франсиско Писарро взял её себе в жены, и от неё у него было два ребёнка: в 1537 (ей тогда было 17 лет) родился Франсиско, в Куско и жил там в 1546 году, являясь товарищем по играм будущего историка Инка Гарсиласо де ла Вега (этот сын получил надел в Юкай и надел коки в Ависка, стоившее 12 или 13 тысяч песо), 11 марта 1550 года Король приказывает отправить его в Испанию; потом Хуан (умер в 1543). После смерти Писарро Бетансос вступает в брак с вдовой Анхелиной Юпанки.
- 1548 — за умиротворение Перу награждён 17 августа 1548 года губернатором де ла Гаска рентой в сто песо (согласно Грамоте) и 5 ноября 1548 года энкомьендой в Какихане, в Кольяо.
- 1551 — он пишет «Повествование и Общее количество Инков» по поручению вице-короля дона Антонио де Мендоса, после смерти которого в 1552 году, Бетансос надолго прерывает своё Повествование, написав только Первую Часть о генеалогии Инков, и упоминает о переводе Катехизиса на язык индейцев и двух Словарях языка кечуа.
- После смерти госпожи Анхелины (точная дата неизвестна) он вторично вступает в брак с госпожой Каталина Веласко, от которой у него было четыре ребёнка.
- 1557 — Просит вице-короля Перу Маркиза де Каньете отправить его в Вилькабамба, дабы уговорить выйти оттуда восставших инков. Его просьба была принята Доном Андрес Уртадо де Мендоса.
- 1558 — относительно законного права на имущество его жены у него были серьёзные разногласия с его дочерью Марией Диес де Бетансос Юпанки; обвиняющей в том, что «все то, что у него есть, от её матери» (госпожи Анхелины).
- 1558 — Бетансос утверждает, что у его земли составляют одиннадцати топо (мера длины — 1,5 лиги), восемь домов, (…) и т. д.
- 1560 — после смерти в июле или августе Инки Сайри Тупака, лиценциат Поло де Ондегардо, коррехидор Куско, посылает его вместе с Мартином де Пандо в Вилькабамбу, удостоверить Тито Куси Юпанки, что его дядя умер естественной смертью.
- 1566 — Бетансос заявляет, что вступив в брак с госпожой Анхелиной, он приобрел большое количества имений…, и что всё его имущество принадлежало его дочери Марии Юпанки.
- 1564—1569 — поддерживает связи с Лопе Гарсией де Кастро.
- 1 марта 1576 — Он умирает в Куско. Его семья (как сообщает его дочь Мария) не имела даже денег, чтобы заплатить за его погребение и могилу, а его вторая жена Каталина подтверждает, что не осталось ни имущества, ни мебели, и что его сын был вынужден оплачивать долги своего отца.

## Дети Хуана Бетансоса
От Анхелины:
- Хуан де Реаньо
- Диего де Бетансос
- Мария
- Дочь, имя которой неизвестно; она была замужем за неким Диего де Авила.
- Ещё две дочери, имена неизвестны.

От Каталины Веласко:
- Руй, унаследовал имущество и энкомьенду в Какихана, в Кольяо
- Лоренса
- Хуан

## Произведения
- Suma y narracion de los Incas, 1551.